# Apache Struts 1
Struts是Apache软件基金会（ASF）赞助的一个开源项目。它最初是Jakarta项目中的一个子项目，并在2004年3月成为ASF的顶级项目。它通过采用Java Servlet／JSP技术，实现了基于Java EE Web应用的Model-View-Controller（MVC）设计模式的应用框架，是MVC经典设计模式中的一个经典产品。

## MVC结构
在Struts中，已经由一个名为ActionServlet的Servlet充当 控制器（Controller）的角色，根据描述模型、视图、控制器对应关系的struts-config.xml的配置文件，转发视图（View）的请求，组装响应数据模型（Model）。在MVC的 模型（Model）部分，经常划分为两个主要子系统（系统的内部数据状态与改变数据状态的逻辑动作），这两个概念子系统分别具体对应Struts 1裡的Action与ActionForm两个需要继承实现超类，Struts 2移除ActionForm。在这里，Struts可以与各种标准的数据访问技术结合在一起，包括Enterprise Java Beans（EJB）, JDBC与JNDI。在Struts的视图（View）端，除了使用标准的JavaServer Pages（JSP）以外，还提供了大量的标签库使用，同时也可以与其他表现层组件技术（产品）进行整合，比如Velocity Templates，XSLT等。通过应用Struts的框架，最终用户可以把大部分的关注点放在自己的业务逻辑（Action）与 映射关系的配置文件（struts-config.xml）中。

## 发展历程
在Java EE的Web应用发展的初期，除了使用Servlet技术以外，普遍是在JavaServer Pages（JSP）的源代码中，采用HTML与Java代码混合的方式进行开发。因为这两种方式不可避免的要把表现与业务逻辑代码混合在一起，都给前期开发与后期维护带来巨大的复杂度。为了摆脱上述的约束与局限，把业务逻辑代码从表现层中清晰的分离出来，2000年，Craig McClanahan采用了MVC的设计模式开发Struts。后来该框架产品一度被认为是最广泛、最流行JAVA的WEB应用框架。
2006年，WebWork与Struts的Java EE Web框架的团体，决定合作共同开发一个新的，整合了WebWork与Struts优点，并且更加优雅、扩展性更强的框架，命名为“Struts 2”，原Struts的1.x版本产品称为“Struts 1”。Struts项目并行提供与维护两个主要版本的框架产品——Struts 1与Struts 2。
在2008年12月，Struts1发布了最后一个正式版（1.3.10），而2013年4月5日，Struts开发组宣布终止了Struts 1的软件开发周期。

## 优缺点
Struts的优点主要集中体现在两个方面，Taglib和页面导航。Taglib是Struts的标记库，灵活动用，能大大提高开发效率。
Struts这个名字来源于在建筑和旧式飞机中使用的支持金属架。它的目的是为了减少在运用MVC设计模型来开发Web应用的时间。你仍然需要学习和应用该架构，不过它将可以完成其中一些繁重的工作。Struts跟Tomcat、Turbine等诸多Apache项目一样，是开源软件，这是它的一大优点，使开发者能更深入的了解其内部实现机制。
Struts2的漏洞处理机制常被诟病，一来OGNL的功能强大和请求处理机制极易产生远程执行问题，二来开发组对漏洞处理能力不足，要么修复后仍可以绕过，要么无法修复而长期闲置处理。